# Poggio Catino
Poggio Catino település Olaszországban, Lazio régióban, Rieti megyében. Lakosainak száma 1269 fő (2023. január 1.). Poggio Catino Forano, Poggio Mirteto, Salisano, Cantalupo in Sabina és Roccantica községekkel határos.

## Népesség
A település lakossága az elmúlt években az alábbi módon változott:
| Lakosok száma | 1306 | 1288 | 1269 |
|               | 2017 | 2018 | 2023 |